# Lanling
Lanling, tidigare känt som Cangshan (kinesiska: 苍山县?, pinyin: Cāngshān xiàn), är ett härad som lyder under Linyis stad på prefekturnivå i Shandong-provinsen i norra Kina.